# Gabriac (Aveyron)
Gabriac – miejscowość i gmina we Francji, w regionie Oksytania, w departamencie Aveyron. W 2013 roku populacja Gabriac wynosiła 513 mieszkańców. Przez miejscowość przepływa rzeka Dourdou de Conques. 

## Zabytki
Zabytki w miejscowości posiadające status monument historique:
- zamek w osadzie Tholet (fr. Château de Tholet)
- kościół św. Jana w osadzie Saint-Affrique du Causse (fr. Église Saint-Jean de Saint-Affrique du Causse)